# A.J. Calloway
A.J. Calloway (ur. 29 sierpnia 1974 r. w New Jersey) – amerykański aktor, znany przede wszystkim jako osobowość telewizyjna.
Absolwent Saint Benedict's Preparatory School, męskiej, katolickiej szkoły średniej w Newark.
Z powodzeniem prowadził program 106 & Park: B.E.T.'s Top 10 Live muzycznej stacji Black Entertainment Television. Obecnie jest korespondentem serwisu informacyjnego Extra.
Wspólnie z m.in. Missy Elliott gościnnie wystąpił w wideoklipie do utworu "Miss You" wokalistki R&B Aaliyah.